# The Return of the Ark
The Return of The Ark è il primo EP della progressive death metal/gothic metal band italiana Novembre. L'EP venne pubblicato con il vecchio nome del gruppo "Catacomb" che è poi stato mutato in "Novembre" dopo l'uscita di questo lavoro.

## Tracce
1. A Deafening Whisper – 4:02
2. Tomorrow it Happened – 2:53
3. In the Shade of the Cypresses – 5:55

## Formazione
- Carmelo Orlando - chitarra, voce
- Giuseppe Orlando - batteria
- Riccardo Ruzzolini - basso
- Antonio Poletti - chitarra